# Montmagny
Montmagny és un municipi francès al departament de Val-d'Oise (regió d'Illa de França). L'any 2007 tenia 14.037 habitants.
Forma part del cantó de Deuil-la-Barre, del districte de Sarcelles i de la Comunitat d'aglomeració Plaine Vallée.

## Demografia

### Població
El 2007 la població de fet de Montmagny era de 14.037 persones. Hi havia 4.558 famílies, de les quals 979 eren unipersonals (373 homes vivint sols i 606 dones vivint soles), 908 parelles sense fills, 2.114 parelles amb fills i 557 famílies monoparentals amb fills.
La població ha evolucionat segons el següent gràfic:

### Habitatges
El 2007 hi havia 4.882 habitatges, 4.676 eren l'habitatge principal de la família, 33 eren segones residències i 173 estaven desocupats. 2.143 eren cases i 2.649 eren apartaments. Dels 4.676 habitatges principals, 2.928 estaven ocupats pels seus propietaris, 1.669 estaven llogats i ocupats pels llogaters i 80 estaven cedits a títol gratuït; 184 tenien una cambra, 495 en tenien dues, 1.339 en tenien tres, 1.334 en tenien quatre i 1.325 en tenien cinc o més. 3.354 habitatges disposaven pel capbaix d'una plaça de pàrquing. A 2.575 habitatges hi havia un automòbil i a 1.249 n'hi havia dos o més.

### Piràmide de població
La piràmide de població per edats i sexe el 2009 era:
| Homes | Edats   | Dones |
| ----- | ------- | ----- |
| 4     | 95 o +  | 4     |
| 8     | 90 a 94 | 32    |
| 16    | 85 a 89 | 44    |
| 32    | 80 a 84 | 48    |
| 96    | 75 a 79 | 144   |
| 80    | 70 a 74 | 136   |
| 132   | 65 a 69 | 124   |
| 228   | 60 a 64 | 212   |
| 244   | 55 a 59 | 196   |
| 352   | 50 a 54 | 476   |
| 520   | 45 a 49 | 416   |
| 532   | 40 a 44 | 584   |
| 588   | 35 a 39 | 656   |
| 504   | 30 a 34 | 532   |
| 448   | 25 a 29 | 416   |
| 472   | 20 a 24 | 456   |
| 644   | 15 a 19 | 560   |
| 644   | 10 a 14 | 504   |
| 604   | 5 a 9   | 500   |
| 476   | 0 a 4   | 448   |

## Economia
El 2007 la població en edat de treballar era de 9.602 persones, 7.143 eren actives i 2.459 eren inactives. De les 7.143 persones actives 6.200 estaven ocupades (3.169 homes i 3.031 dones) i 942 estaven aturades (502 homes i 440 dones). De les 2.459 persones inactives 482 estaven jubilades, 1.246 estaven estudiant i 731 estaven classificades com a «altres inactius».

### Ingressos
El 2009 a Montmagny hi havia 4.608 unitats fiscals que integraven 14.408,5 persones, la mediana anual d'ingressos fiscals per persona era de 17.056 €.

### Activitats econòmiques
Dels 439 establiments que hi havia el 2007, 5 eren d'empreses extractives, 4 d'empreses alimentàries, 6 d'empreses de fabricació de material elèctric, 17 d'empreses de fabricació d'altres productes industrials, 83 d'empreses de construcció, 97 d'empreses de comerç i reparació d'automòbils, 48 d'empreses de transport, 22 d'empreses d'hostatgeria i restauració, 21 d'empreses d'informació i comunicació, 8 d'empreses financeres, 16 d'empreses immobiliàries, 49 d'empreses de serveis, 41 d'entitats de l'administració pública i 22 d'empreses classificades com a «altres activitats de serveis».
Dels 121 establiments de servei als particulars que hi havia el 2009, 2 eren oficines de correu, 1 una oficina bancària, 5 tallers de reparació d'automòbils i de material agrícola, 1 taller d'inspecció tècnica de vehicles, 2 establiments de lloguer de cotxes, 1 autoescola, 15 paletes, 15 guixaires pintors, 9 fusteries, 14 lampisteries, 10 electricistes, 12 empreses de construcció, 6 perruqueries, 1 veterinari, 20 restaurants, 5 agències immobiliàries, 1 tintoreria i 1 saló de bellesa.
Dels 17 establiments comercials que hi havia el 2009, 1 era un hipermercat, 2 botiges de menys de 120 m², 3 fleques, 1 una fleca, 1 una peixateria, 3 botigues de roba, 1 una botiga d'electrodomèstics, 1 una botiga de mobles, 1 una botiga de material de revestiment de parets i terra, 1 una perfumeria i 2 floristeries.
L'any 2000 a Montmagny hi havia 3 explotacions agrícoles.

## Equipaments sanitaris i escolars
El 2009 hi havia 4 farmàcies i 1 ambulància. El 2009 hi havia 3 escoles maternals i 6 escoles elementals. A Montmagny hi havia 3 col·legis d'educació secundària i 1 liceu d'ensenyament general. Als col·legis d'educació secundària hi havia 1.254 alumnes i als liceus d'ensenyament general 19.

## Poblacions properes
El següent diagrama mostra les poblacions més properes.